# Sutongbrug
De Sutongbrug (Chinees: 苏通长江大桥; Hanyu pinyin: Sūtōng Chángjiāng Dàqiáo) is een tuibrug over de Yangtze in China. De brug is officieel geopend op de vooraf geplande datum van 30 juni 2008.
De brug verbindt Nantong met Changshu, bij Suzhou, beide in de provincie Jiangsu, met twee rijbanen van elk drie rijstroken. De ingebruikname van de brug verkortte de optimale reisduur over de weg van Nantong naar Shanghai van 4 naar 1 uur.
Met een overspanningslengte van 1.088 meter was het van 2008 tot juli 2012 de langste tuibrug ter wereld. Nadien ging die eer naar de brug naar Roesski-eiland.
De totale lengte van de Sutongbrug bedraagt 8.206 meter. De brug heeft 2 pylonen van 306 m hoogte. De langste spankabels zijn 577 m lang. De doorvaarthoogte is 62 meter, over de volledige 891 m brede scheepsroute.
De bouwkosten waren begroot op 900 miljoen euro. De werken duurden van juni 2003 tot 24 mei 2008. De twee brughelften werden verbonden in juni 2007.
In 2010 eerde de American Society of Civil Engineers de constructie door het bouwwerk de 2010 Outstanding Civil Engineering Achievement award (OCEA) toe te kennen.